# Den flyvende Korrespondent
Den flyvende Korrespondent er en amerikansk stumfilm fra 1917 af Walter Edwards.

## Medvirkende
- William Desmond som Paddy O'Hara
- Mary McIvor som Lady Maryska
- Robert McKim som Carlos
- Joseph J. Dowling som Ivan
- Walt Whitman